# 오스트레일리아의 코로나19 범유행
다음은 오스트레일리아에서의 코로나19 범유행에 관한 설명이다.

## 경과
1월 25일, 오스트레일리아 내 첫번째 감염자가 확인되었다. 첫 환자는 50대 남성으로, 지난 19일 중국 광저우에서 중국남방항공 CZ321편에 탑승하여 호주 멜버른에 입국한 것으로 알려졌다. 남성은 확진판정 직후 멜버른 시의 모내시 의료센터에 격리 조치됐다. 1월 25일에는 뉴사우스웨일스주에서만 세 명의 감염의심자가 양성 반응을 보여 추가 확진자로 판정되었다고 보건당국이 밝혔다. 또 최근 우한시에서 입국한 직후 현지병원에서 검사를 진행중인 사람이 6명에 달했다. 그 중 두 명은 신종 코로나바이러스 감염의심자로 분류되며, 나머지 네 명은 잠재적인 바이러스 감염 가능성이 있다고 당국은 밝혔다. 1월 27일, 뉴사우스웨일스주 보건국장 케리 챈트는 감염의심자 중 한 명이 양성 판정을 받아 다섯번째 확진자가 되었다고 밝혔다. 이 환자는 현재 시드니의 웨스트미드 병원에 수용 중인 것으로 알려졌다.
오스트레일리아 방역국장인 브랜던 머피 (Brendan Murphy)는 1월 23일부터 우한-시드니 주간노선 항공편 세 편에 탑승하는 승객들에 대한 방역당국의 모니터링을 개시한다고 밝혔다. 항공편을 통해 입국하는 승객들은 건강질의서를 작성 및 제출해야 하며 고열이나 관련 증상을 보인다면 당국의 조치에 따라야 한다.
1월 29일 오스트레일리아 방역당국은 자국 내 확진자가 두 건 추가로 파악됐다고 밝혔다. 이로써 오스트레일리아의 확진자수는 7명으로 늘었다. 1월 30일에는 중국 국적의 환자가 코로나바이러스 양성판정을 받으면서 여덟번째 확진자로 파악됐다. 그날 오후 퀸즐랜드주에서 아홉 번째 확진자가 추가되었으며, 퀸즐랜드주 내 감염보고사례는 두 건이 되었다. 이날 기준으로 검사를 진행중인 오스트레일리아 내 감염의심자는 72명으로 집계됐다.

## 같이 보기
- 나라별 코로나19 범유행
- 오세아니아의 코로나19 범유행
- 뉴질랜드의 코로나19 범유행
- 코로나19 범유행에 관한 제노포비아와 인종 차별